# Tim Wilson (Politiker, 1980)

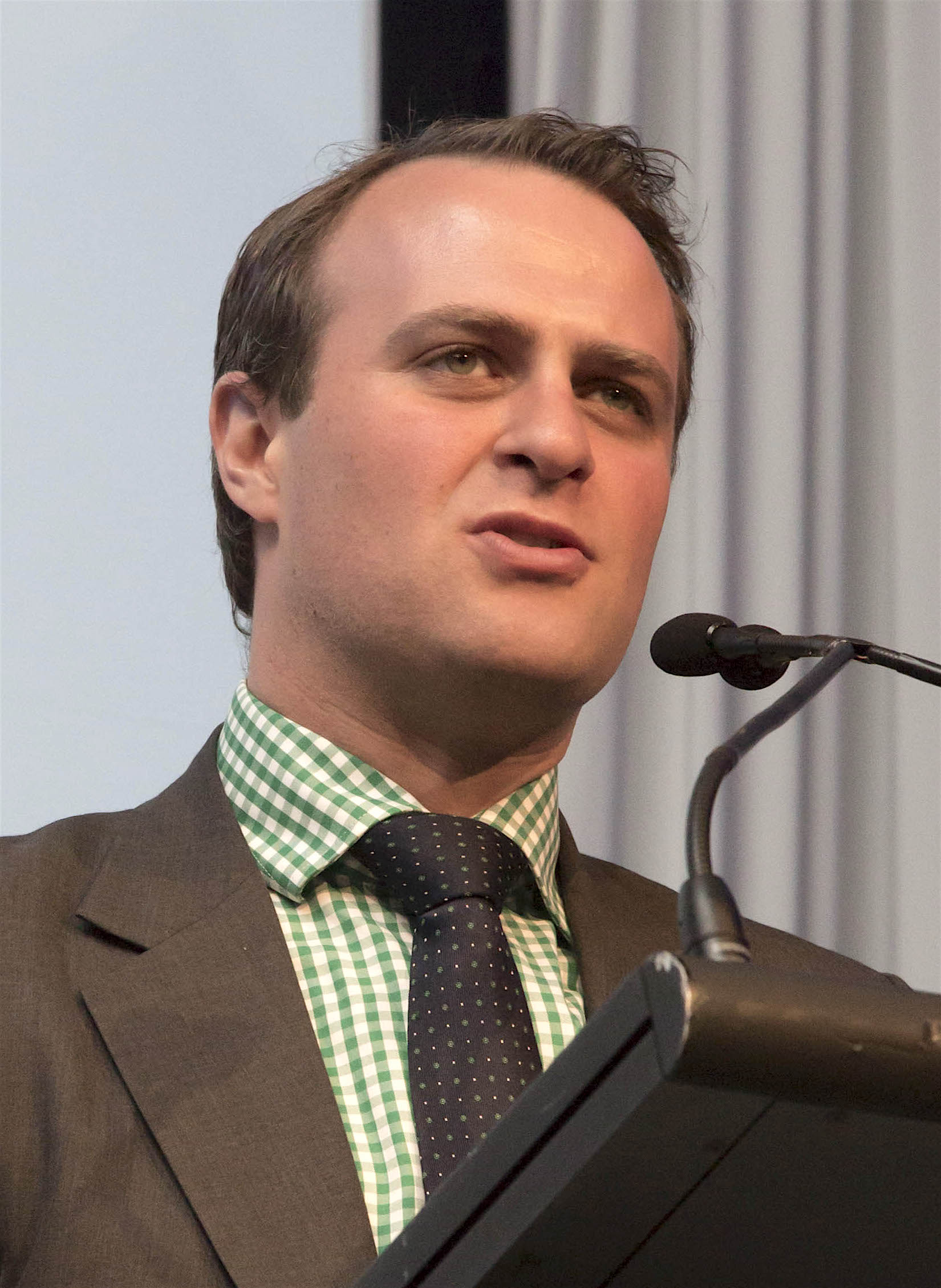
Tim Wilson, 2014

Tim Wilson (* 12. März 1980 in Melbourne) ist ein australischer Politiker der Liberal Party of Australia.

## Leben
Wilson studierte an der Monash University. Nach dem Studium war er am Institute of Public Affairs in Australien für mehrere Jahre tätig und war dort für sieben Jahre Direktor im Bereich Klimawandelpolitik und Freihandel. Seit Juli 2016 ist er Abgeordneter im Australischen Repräsentantenhaus. Am 4. Dezember 2017 machte Wilson im Australischen Repräsentantenhaus seinem künftigen Ehemann Ryan Bolger einen Heiratsantrag während der Debatte zur Ehe für alle in Australien.